# Десет заповести (ТВ серија)
„Десет заповести” је југословенска телевизијска серија снимљена 1970. године у продукцији Телевизије Београд. У овој хумористичкој серији сценаристе и редитеља Радивоја Лоле Ђукића, свака епизода имала је као тему једну од десет Божјих заповести. Главни јунак Богољуб (у тумачењу Мије Алексића), сањар и губитник, мали је и уплашени човек који се придржава Божјих заповести. Но те заповести за сваког имају другачије значење. ТВ критичарка Олга Божичковић писала је 15. априла 1970. године у Политици: "Иако се Радивоје-Лола Ђукић, творац нове хумористичке серије ТВБ, Десет заповести, уводном речју изјаснио да овога пута није намеравао ишта друго до да се шали и да засмејава, већ у првој епизоди Ја сам господ бог твој, алузија са одређеном сатиричном тенденцијом на извесне друштвене појаве биле су очигледне и јасне".

## Епизоде
| Сезона | Епизода | Назив                                   | Датум            |
| ------ | ------- | --------------------------------------- | ---------------- |
| 1      | 1       | Ја сам господ бог твој...               | 12. априла 1970. |
| 1      | 2       | Не гради себи лика резаног              | 19. априла 1970. |
| 1      | 3       | Не узимај узалуд име Господа Бога свога | 26. априла 1970. |
| 1      | 4       | Шест дана ради а седми дан одмарај      | 3. маја 1970.    |
| 1      | 5       | Поштуј оца свога и матер своју          | 10. маја 1970.   |
| 1      | 6       | Не убиј                                 | 17. маја 1970.   |
| 1      | 7       | Не чини прељубе                         | 24. маја 1970.   |
| 1      | 8       | Не укради                               | 31. маја 1970.   |
| 1      | 9       | Не сведочи лажно                        | 7. јуна 1970.    |
| 1      | 10      | Не пожели ништа што је туђе             | 14. јуна 1970.   |

## Улоге
| Глумац                     | Улога                                           |
| -------------------------- | ----------------------------------------------- |
| Мија Алексић               | Богољуб Богићевић бокце (10 еп. 1970)           |
| Маја Чучковић              | Савка (10 еп. 1970)                             |
| Рада Ђуричин               | Снешка (10 еп. 1970)                            |
| Бранко Ђорђевић            | Бокцетов отац (10 еп. 1970)                     |
| Бранислав Цига Јеринић     | Мојсије (10 еп. 1970)                           |
| Владимир Поповић           | Милиционер (9 еп. 1970)                         |
| Ђокица Милаковић           | Мишко Окац (8 еп. 1970)                         |
| Рахела Ферари              | Окћева мајка (8 еп. 1970)                       |
| Богић Бошковић             | Директор (6 еп. 1970)                           |
| Михајло Бата Паскаљевић    | Влада, председник радничког савета (6 еп. 1970) |
| Миодраг Поповић Деба       | Психијатар (6 еп. 1970)                         |
| Даница Аћимац              | Партијски секретар (5 еп. 1970)                 |
| Душан Крцун Ђорђевић       | Радник 2 (5 еп. 1970)                           |
| Ђорђе Јовановић            | Радник 3 (5 еп. 1970)                           |
| Милан Панић                | Радник 1 (5 еп. 1970)                           |
| Слободан Стојановић        | Комшија (3 еп. 1970)                            |
| Михајло Викторовић         | Службеник из осигурања (3 еп. 1970)             |
| Драган Оцокољић            | (2 еп. 1970)                                    |
| Властимир Ђуза Стојиљковић | (2 еп. 1970)                                    |

 Остале улоге ▼
| Глумац                    | Улога              |
| ------------------------- | ------------------ |
| Михаило Миша Јанкетић     | (1 еп. 1970)       |
| Павле Минчић              | (1 еп. 1970)       |
| Стеван Миња               | (1 еп. 1970)       |
| Мило Мирановић            | (1 еп. 1970)       |
| Бранка Митић              | (1 еп. 1970)       |
| Мирослав Дуда Радивојевић | Мусић (1 еп. 1970) |
| Божидар Стошић            | (1 еп. 1970)       |

Комплетна ТВ екипа ▼
| Редитељ                   | Радивоје Лола Ђукић  | (10 еп. 1970)                                       |
| Сценариста                | Радивоје Лола Ђукић  | (10 еп. 1970)                                       |
| Композитор                | Мирко Шоуц           | (10 еп. 1970)                                       |
| Директор фотографије      | Никола Ђоновић       | (10 еп. 1970)                                       |
| Монтажер                  | Петар Аранђеловић    | (10 еп. 1970)                                       |
| Сценограф                 | Никола Теодоровић    | (10 еп. 1970)                                       |
| Костимограф               | Владанка Ђорђевић    | (10 еп. 1970)                                       |
| Менаџер продукције        | Слободан Ђорђевић    | вођа снимања (10 еп. 1970)                          |
| Менаџер продукције        | Иванка Обреновић     | вођа снимања (10 еп. 1970)                          |
| Помоћник режије           | Дејан Ћорковић       | 1 помоћник редитеља (10 еп. 1970)                   |
| Помоћник режије           | Милица Јоцић         | 2 помоћник редитеља (10 еп. 1970)                   |
| Одсек за звук             | Јова Џабић           | микроман (10 еп. 1970)                              |
| Одсек за звук             | Душан Станчевић      | тон мајстор (10 еп. 1970)                           |
| Одсек за камеру и расвету | Јован Чедић          | вођа расвете (10 еп. 1970)                          |
| Одсек за камеру и расвету | Светлана Ћировић     | сниматељ (10 еп. 1970)                              |
| Одсек за камеру и расвету | Драгољуб Ђорђевиц    | први асистент сниматеља (10 еп. 1970)               |
| Одсек за камеру и расвету | Војислав Лукић       | први асистент сниматеља (10 еп. 1970)               |
| Одсек за камеру и расвету | Божидар Бота Николић | први асистент сниматеља (10 еп. 1970)               |
| Одсек за камеру и расвету | Сретен Станојевић    | први асистент сниматеља (10 еп. 1970)               |
| Одсек за монтажу          | Драган Самац         | видео миксер (10 еп. 1970)                          |
| Музички одсек             | Мија Алексић         | певач: „О Бого, Бого, добри мој Боже” (10 еп. 1970) |
| Музички одсек             | Илди Ивањи           | музички сарадник (10 еп. 1970)                      |
| Остала екипа              | Нада Петернек        | секретар режије (10 еп. 1970)                       |